# Пролётная аномалия
Пролётная аномалия — это неожиданное увеличение энергии во время гравитационных манёвров космических аппаратов около Земли. Эта аномалия наблюдалась как доплеровский уход частоты в S-диапазоне и X-диапазоне и дальней телеметрии.
Всё это вместе вызывает значительное нерасчётное увеличение скорости до 13 мм/с во время облётов.
Общепринятого объяснения пролётной аномалии пока не найдено. В качестве возможных кандидатов называются ошибки, обусловленные особенностями аппаратуры или методов обработки сигналов, а также существование вокруг Земли (и других планет) гало из темной материи.